# Granados (Baja Verapaz)
Granados (en honor al expresidente Miguel García Granados) es un municipio del departamento de Baja Verapaz en la República de Guatemala. Tras la independencia de Centroamérica en 1821, era conocido como la «hacienda y trapiches de Saltán», hasta que fue bautizado como «Granados» en honor al presidente Miguel García Granados el 13 de enero de 1893 por el gobierno del general José María Reina Barrios.
El cambio de nombre y ubicación de la cabecera municipal se debió a que la aldea Saltán está ubicada en terrenos que eran particulares y carecía de territorio para la población, evitando que el poblado se desarrollara; además, el gobierno de Reina Barrios consideró que la finca El Rodeo era un lugar con tierras de mayor capacidad para el cultivo y el desarrollo del municipio.
En 1999 se construyó una nueva Iglesia católica, por iniciativa del sacerdote Felipe Rodas Franco, la cual fue llamada parroquia del Cristo Negro de Granados.
Los minerales que se extraen en la región son: feldespato, grafito, mármol verde-azul, cuarzo, asbesto y oro.
Granados tiene un área aproximada de 248 km² y tiene dos fiestas titulares: la del Cristo Negro de Granados, que se celebra del 12 al 15 de enero y la de San Pedro y San Pablo, que lo hace el 29 de junio. Conocida por los refrescos de rosa de Jamaica y el tamarindo, es un lugar muy visitado por familias guatemaltecos y turistas por la tranquilidad que se vive.

## Toponimia
El municipio fue bautizado con este nombre por el gobierno del general José María Reina Barrios en 1893 en honor del general liberal Miguel García Granados, líder de la Revolución Liberal de 1871.

## Demografía
Contaba con una población de 10,096 habitantes, según el censo de 1994 del INE, con un diez por ciento de indígenas.
| Categoría     | Censo 1994 | Censo 1994 | Censo 2002 | Censo 2002 | Proyección 2007 | Proyección 2007 |
| Rango de edad | Habitantes | % Total    | Habitantes | % Total    | Habitantes      | % Total         |
| ------------- | ---------- | ---------- | ---------- | ---------- | --------------- | --------------- |
| 0-6 años      | 2,206      | 22         | 2,206      | 20         | 2,165           | 18              |
| 7-14 años     | 2,350      | 23         | 2,538      | 22         | 2,663           | 22              |
| 15-64 años    | 5,042      | 50         | 5,902      | 52         | 6,513           | 53              |
| 65 o más años | 498        | 5          | 692        | 6          | 850             | 7               |
| Totales       | 10,096     | 100        | 11,338     | 100        | 12,191          | 100             |

## División política
| Categoría          | Poblado              | Caseríos |
| ------------------ | -------------------- | --- |
| Cabecera municipal | Granados             | Las Margaritas y San Antonio                                                                                |
| Aldea              | San José Suchicul    | Las Ánimas                                                                                                  |
| Aldea              | Santa Rosa           | |
| Aldea              | Oratorio             | Los Limones                                                                                                 |
| Aldea              | Estancia de García   | |
| Aldea              | El Guapinol          | Sacramento, finca El Naranjo                                                                                |
| Aldea              | Ixchel               | La Galera, Pamacal, Lo de Gómez, Cabrera                                                                    |
| Aldea              | Los Pozos            | Trapichito                                                                                                  |
| Aldea              | Las Dantas           | Medio Monte                                                                                                 |
| Aldea              | Llano Grande         | Buen Retiro, Casa Vieja, Tierra Blanca, Colmenar, Los Cimientos del Colmenar                                |
| Aldea              | Potrero Grande       | |
| Aldea              | Saltán               | Rancho de Teja, Pachaluncito, Vega del Muerto, El Reguero, Nance Dulce, finca San Francisco, finca La Unión |
| Aldea              | Las Cuevas de Saltan | Ojo de Agua, Rancho Viejo, finca Cotton                                                                     |
| Aldea              | Agua Caliente        | El Chupadero, Agua Tibia                                                                                    |
| Aldea              | Manzanote            | El Aviadero, Joya de la Vega                                                                                |

## Geografía física
Se encuentra ubicado en las faldas de la sierra de Chuacus, en la cuenca del río Motagua, y es el municipio más alejado de Salamá, que es la cabecera departamental de Baja Verapaz. 

### Hidrografía
Todas las fuentes hídricas del municipio permanecen activas durante todo el año aunque en la época lluviosa aumenta considerablemente de caudal.   Los riachuelos Los Jarros, Ojo de Agua, El Orrego, Pachaluncito, El Reguero, El Jute y La Joya son utilizados para las actividades agrícolas en las áreas que no tienen acceso a los ríos mayores; por su parte, los principales ríos que atraviesan la región se presentan a continuación:
| Nombre         | Descripción |
| -------------- | --- |
| Motagua        | Según su recorrido por el municipio de Granados tiene diferentes nombres. Es importante para la comunidad porque sirve de abastecimiento de agua en algunas aldeas, las que canalizan el agua para consumo pero sin tratamiento previo, y también en las actividades agrícolas y ganaderas de los terrenos de la región. |
| Belejeya       | Circula por las aldeas de Saltán, Los Pozos, Estancia de García, Concúa, San Vicente y Sacramento, las cuales lo utilizan para consumo humano como agua potable. La corriente, siempre abundante, se desprende del Tuncaj.                                                                                               |
| Chaparro       | Nace en Rancho Viejo, donde es llamado «Paso ancho», y luego pasa por Buen Retiro, es contaminad por los drenajes procedentes de la aldea Saltán. A pesar de esto, cuando llega a Nance Dulce es utilizado como agua de consumo humano sin tratamiento previo.                                                           |
| Tumbadero      | Es el límite geográfico con el municipio de Pachalum en el departamento de Quiché, y aunque su cauce alcanza normalmente los tres metros de profundidad, puede alcanzar los cinco metros en la época lluviosa. |
| Pachicaj       | Divide a Guapinol y San Vicente. También se deriva del río Tuncaj. |
| Las Margaritas | Se origina en la Aldea el Oratorio, y sigue su curso dividiendo a la cabecera municipal con la Aldea Potrero Grande. Su corriente es utilizada para consumo humano. |

### Clima
La cabecera municipal de Granados tiene clima tropical (Clasificación de Köppen: Aw).
| Parámetros climáticos promedio de Granados | Parámetros climáticos promedio de Granados | Parámetros climáticos promedio de Granados | Parámetros climáticos promedio de Granados | Parámetros climáticos promedio de Granados | Parámetros climáticos promedio de Granados | Parámetros climáticos promedio de Granados | Parámetros climáticos promedio de Granados | Parámetros climáticos promedio de Granados | Parámetros climáticos promedio de Granados | Parámetros climáticos promedio de Granados | Parámetros climáticos promedio de Granados | Parámetros climáticos promedio de Granados | Parámetros climáticos promedio de Granados |
| Mes                                        | Ene.                                       | Feb.                                       | Mar.                                       | Abr.                                       | May.                                       | Jun.                                       | Jul.                                       | Ago.                                       | Sep.                                       | Oct.                                       | Nov.                                       | Dic.                                       | Anual                                      |
| ------------------------------------------ | ------------------------------------------ | ------------------------------------------ | ------------------------------------------ | ------------------------------------------ | ------------------------------------------ | ------------------------------------------ | ------------------------------------------ | ------------------------------------------ | ------------------------------------------ | ------------------------------------------ | ------------------------------------------ | ------------------------------------------ | ------------------------------------------ |
| Temp. máx. media (°C)                      | 27.7                                       | 28.7                                       | 30.1                                       | 30.6                                       | 29.9                                       | 28.5                                       | 28.4                                       | 28.6                                       | 28.0                                       | 27.6                                       | 27.6                                       | 27.5                                       | 28.6                                       |
| Temp. media (°C)                           | 21.0                                       | 21.8                                       | 23.1                                       | 24.1                                       | 24.0                                       | 23.5                                       | 23.3                                       | 23.2                                       | 22.8                                       | 22.3                                       | 21.5                                       | 20.8                                       | 22.6                                       |
| Temp. mín. media (°C)                      | 14.3                                       | 14.9                                       | 16.2                                       | 17.6                                       | 18.1                                       | 18.5                                       | 18.2                                       | 17.9                                       | 17.7                                       | 17.1                                       | 15.5                                       | 20.8                                       | 17.2                                       |
| Precipitación total (mm)                   | 1                                          | 3                                          | 6                                          | 25                                         | 91                                         | 196                                        | 125                                        | 85                                         | 158                                        | 86                                         | 15                                         | 2                                          | 793                                        |
| Fuente: Climate-Data.org                   |                                            |                                            |                                            |                                            |                                            |                                            |                                            |                                            |                                            |                                            |                                            |                                            |                                            |

### Ubicación geográfica
Granados está ubicado en el departamento de Baja Verapaz y sus colindancias son:
- Norte: Cubulco, Rabinal, municipios del departamento de Baja Verapaz
- Sur: San Juan Sacatepéquez, municipio del departamento de Guatemala, San Martín Jilotepeque, municipio del departamento de Chimaltenango
- Este: El Chol, municipio del departamento de Baja Verapaz
- Oeste: Pachalum y Joyabaj, municipios del departamento de Quiché[12]

|                         | Norte: Cubulco Rabinal                            |               |
| Oeste: Pachalum Joyabaj |                                                   | Este: El Chol |
|                         | Sur: San Juan Sacatepéquez San Martín Jilotepeque |               |

## Gobierno municipal

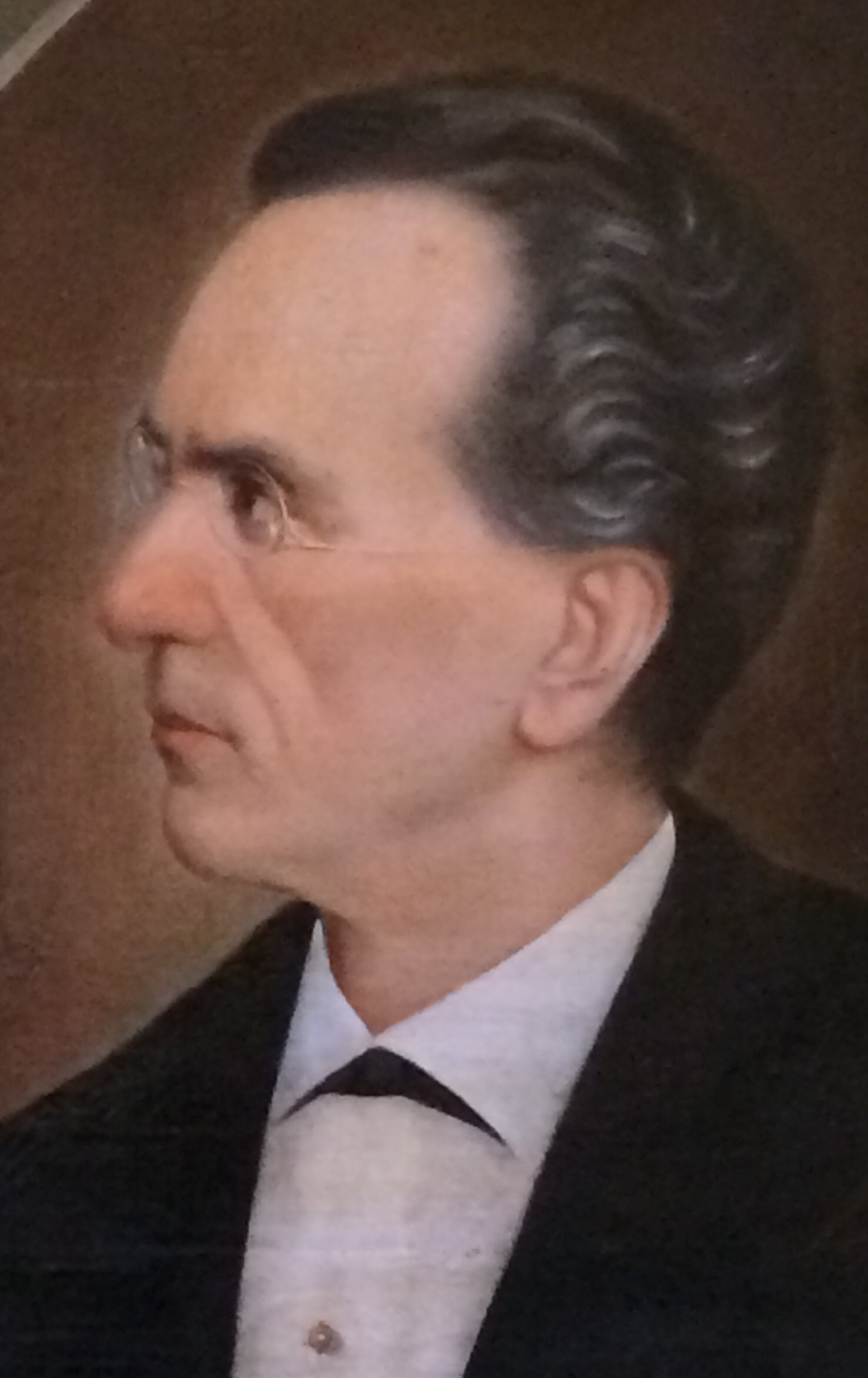
General Miguel García Granados.

Los municipios se encuentran regulados en diversas leyes de la República, que establecen su forma de organización, lo relativo a la conformación de sus órganos administrativos y los tributos destinados para los mismos.  Aunque se trata de entidades autónomas, se encuentran sujetos a la legislación nacional y las principales leyes que los rigen desde 1985 son:
| N.º | Ley                                                | Descripción |
| --- | -------------------------------------------------- | --- |
| 1   | Constitución Política de la República de Guatemala | Tiene una regulación legal específica para los municipios en los artículos 253 al 262. |
| 2   | Ley Electoral y de Partidos Políticos              | Ley de carácter constitucional aplicable a los municipios en el tema de la conformación de sus autoridades electas. |
| 3   | Código municipal                                   | Decreto 12-2002 del Congreso de la República de Guatemala. Tiene la categoría de ley ordinaria y contiene preceptos generales aplicables a todos los municipios, e inclusive contiene legislación referente a la creación de los municipios.             |
| 4   | Ley de Servicio Municipal                          | Decreto 1-87 del Congreso de la República de Guatemala. Regula las relaciones entra la municipalidad y los servidores públicos en materia laboral. Tiene su base constitucional en el artículo 262 de la constitución que ordena la emisión de la misma. |
| 5   | Ley General de Descentralización                   | Decreto 14-2002 del Congreso de la República de Guatemala. Regula el deber constitucional del Estado, y por ende del municipio, de promover y aplicar la descentralización y desconcentración económica y administrativa.                                |

El gobierno de los municipios está a cargo de un Concejo Municipal mientras que el código municipal —ley ordinaria que contiene disposiciones que se aplican a todos los municipios— establece que «el concejo municipal es el órgano colegiado superior de deliberación y de decisión de los asuntos municipales […] y tiene su sede en la circunscripción de la cabecera municipal»; el artículo 33 del mencionado código establece que «[le] corresponde con exclusividad al concejo municipal el ejercicio del gobierno del municipio».
El concejo municipal se integra con el alcalde, los síndicos y concejales, electos directamente por sufragio universal y secreto para un período de cuatro años, pudiendo ser reelectos.
Existen también las Alcaldías Auxiliares, los Comités Comunitarios de Desarrollo (COCODE), el Comité Municipal del Desarrollo (COMUDE), las asociaciones culturales y las comisiones de trabajo. Los alcaldes auxiliares son elegidos por las comunidades de acuerdo a sus principios y tradiciones, y se reúnen con el alcalde municipal el primer domingo de cada mes, mientras que los Comités Comunitarios de Desarrollo y el Comité Municipal de Desarrollo organizan y facilitan la participación de las comunidades priorizando necesidades y problemas.
Los alcaldes que ha habido en el municipio son:
- 2020-2024:Marvin Ovidio Canahuí Marroquín.[1]

## Historia

### Tras la Independencia de Centroamérica
La constitución del Estado de Guatemala promulgada el 11 de octubre de 1825 estableció los circuitos para la administración de justicia en el territorio del Estado;  en dicha constitución se menciona que las haciendas y trapiches de Salán —que ahora son parte de Granados— pertenecían al circuito de Rabinal junto con el propio Rabinal, Cubulco, Rabinalá, Urrán, Chol y Chibuc.

### Creación del municipio de Granados
El 5 de enero el gobierno del presidente general José María Reina Barrios dictaminó sobre la base de una solicitud del jefe político del departamento de Baja Verapaz que era conveniente suprimir el municipio de Saltán y anexarlo al poblado de El Rodeo, en el mismo departamento, ya que Saltán estaba en el terreno de una hacienda particular del mismo nombre y carecía de territorio para su población.
Tras la anexión de Saltán al municipio de El Rodeo, se hizo oficial el cambio de nombre a Granados mediante un acuerdo, el cual textualmente dice:
| Palacio del Podel Ejecutivo: Guatemal, 13 de enero de 1893. Considerando: - Que por acuerdo gubernativo de 5 del corriente fue suprimida la Municipalidad del pueblo de Saltán, anexando éste a la jurisdicción municipal de El Rodeo, en el departamento de la Baja Verapaz; - Que los vecinos de Saltán carecen en lo absoluto de terrenos para sus trabajos agrícolas; y el Rodeo es dueño de más de cuarenta caballerías; y - Que los vecinos de este último pueblo solicitan se le cambie el nombre de El Rodeo por el de Granados; Por tanto, el Presidente Constitucional de la República Acuerda: 1. que el antiguo pueblo de El Rodeo, lleve en lo sucesivo el nombre de Granados 2. Que los terrenos de este nuevo municipio, se distribuyan entre todos los vecinos, en lotes proporcionados a sus circunstancias; dejando sin distribuir una área suficiente para los trabajos comunales; y 3. Que la Municipalidad de Granados, extienda a favor de los dueños de lotes la certificación que corresponde, para que pueda ser inscrita en el Registro de la Propiedad Inmueble. —Comuníquese, Reina Barrios El Secretario de Estado en el Despacho de Gobernación y Justicia, Manuel Estrada C. Tomado de: Recopilación de las Leyes de la República de Guatemala, 1892-1893 |

## Economía

### Minería
Granados es conocido por sus riquezas minerales, que son exportados a muchos lugares en el exterior del país; entre los minerales 
explotados en el municipio están: 
- Feldespato
- Grafito
- Mármol verde-azul
- Cuarzo
- Asbesto
- Oro[5]

## Costumbres y tradiciones

### Tradiciones
Entre sus bailes y danzas se presentan en el municipio las siguientes: El Torito, San Jorge, Los Animalitos, El Costeño Grande, El Costeño Chiquito, Los Moros, Los Casamientos, Las Flores, Los Cinco Toros, El Celo y el Amor, Los Diablos, Los Marineros, Las Shigualas. 
Estos bailes salen a las casas de cada uno de los bailadores durante los festejos de La Santa Cruz, realizados del 30 de abril al 4 de mayo, y posteriormente para las pasadas. En estos días de fiesta se vive un ambiente de alegría donde se conjugan el folklore, la música y la religiosidad para que en conjunto se forme una tradición centenaria en honor a la Santa Cruz.
La comida típica regional es el Pollo en amarillo, elaborado en actividades importantes como celebraciones.
Su bebida tradicional embriagante es la Cusha, y también el Temperante.

### Fiestas titulares
Los granadenses celebraron su fiesta titular el 29 de junio en honor a antiguo patrón San Pedro desde 1960 hasta 2000, pero debido a la creación del Cristo Negro de Granados, que se convirtió en su patrón oficial, se empezó a celebrar su fiesta titular el 15 de enero.  Sin embargo, desde 2015 Granados volvió a tener su fiesta patronal de junio para la celebración de San Pedro Apóstol patrón de la cabecera municipal, mientras que la fiesta de enero. la del Cristo Negro de Granados, se celebra por ser éste el patrón del municipio de Granados.